# O Último Dia de Verão
O Último Dia de Verão é um filme de TV produzido pela Nickelodeon. Estreou em 20 de julho de 2007. O filme é totalmente inspirado no filme de 1993, Dia da Marmota.

## Sinopse
Luke (Jansen Panettiere) e seus amigos, aproveitam o último dia de verão antes do início das aulas. Eles se preparam para a primeira apresentação de sua banda, "Steel Monkey", no festival da cidade. Luke deseja que esse dia nunca termine, e se às voltas quando seu desejo é realizado.

## Elenco
- Jansen Panettiere - Luke
- Denyse Tontz - Alice Keefe
- Daniel Samonas - Meat
- Creagen Dow - Gus
- Eli Vargas - Riley Johnson
- Jon Kent Ethridge - A.J. Perkins
- Brendan Miller - Snake
- Jackee Harry - Lola The Lobster
- Jennette McCurdy - Dory Sorenson
- Bailee Madison - Maxine
- Nicholas S. Morrison - Crony
- Alexandra Krosney - Diana Malloy
- Lolly Fins           - Amandy

## Prêmios e Indicações
| Ano  | Prêmio              | Resultado | Categoria                                   | Ator              |
| ---- | ------------------- | --------- | ------------------------------------------- | ----------------- |
| 2008 | Young Artist Awards | Indicado  | Melhor Atriz Coadjuvante                    | Jennette McCurdy  |
| 2008 | Young Artist Awards | Indicado  | Melhor Ator Coadjuvante                     | Cody Benjamin Lee |
| 2008 | Young Artist Awards | Indicado  | Melhor Ator Coadjuvante                     | Jon Kent Ethridge |
| 2008 | Young Artist Awards | Indicado  | Ator Jovem Principal                        | Jansen Panettiere |
| 2008 | Young Artist Awards | Indicado  | Melhor Família em Especial ou Filme Para TV |                   |
| 2008 | Young Artist Awards | Venceu    | Melhor Atriz Coadjuvante                    | Bailee Madison    |